# Полыгалов, Василий Афанасьевич
Василий Афанасьевич Полыгалов (1921—2007) — советский военный. Участник Великой Отечественной войны. Герой Советского Союза (1944). Полковник.

## Биография
Василий Афанасьевич Полыгалов родился 14 августа 1921 года (по другим данным 14 августа 1920 года) в селе Троица Пермского уезда Пермской губернии РСФСР (ныне село Пермского района Пермского края Российской Федерации) в рабочей семье. Русский. В детстве с родителями переехал в Пермь. Окончил среднюю школу № 47 и пермский аэроклуб. В 1939 году В. А. Полыгалов поступил в Качинскую Краснознамённую военную авиационную школу им. А. Ф. Мясникова, однако с первого курса был отчислен по состоянию здоровья. Василий Афанасьевич вернулся в Пермь. Работал разметчиком на Мотовилихинском заводе. В 1940 году Василий Афанасьевич поступил в 1-е Ленинградское артиллерийское училище имени Красного Октября.
В боях с немецко-фашистскими войсками курсант В. А. Полыгалов с 12 июля 1941 года на Ленинградском фронте. Боевое крещение Василий Афанасьевич принял в боях против 41-го моторизованного корпуса вермахта на Лужском оборонительном рубеже, где продвижение немецко-фашистских войск на Ленинград было остановлено на три недели. После боёв под Лугой состоялся ускоренный выпуск оставшихся в живых курсантов. Младший лейтенант В. А. Полыгалов попал на Северо-Западный фронт. Воевал в должности командира батареи 37-миллиметровых противотанковых пушек. 2 февраля 1942 года Василий Афанасьевич был тяжело ранен и эвакуирован в госпиталь.
После лечения в апреле 1942 года В. А. Полыгалов получил назначение на Калининский фронт в 348-ю стрелковую дивизию 30-й армии, где был назначен на должность командира 1-го стрелкового батальона 1174-го стрелкового полка. До августа 1942 года он участвовал в кровопролитных боях под Ржевом. В августе 1942 года лейтенант В. А. Полыгалов был вновь тяжело ранен. Четыре месяца он лечился в госпитале на Урале. В начале января 1943 года Василий Афанасьевич был выписан из госпиталя и направлен на курсы усовершенствования командного состава «Выстрел». После их окончания старший лейтенант В. А. Полыгалов был назначен на должность командира батальона 123-й стрелковой бригады, но до передовой он не доехал. Вместо фронта ему пришлось заниматься сопровождением воинских эшелонов. Наконец в начале 1944 года старшего лейтенанта В. А. Полыгалова направили в 419-й стрелковый полк 18-й стрелковой дивизии 8-й армии Волховского фронта и назначили на должность заместителя командира по оперативной работе, а затем командиром артиллерийского дивизиона. Зимой 1944 года Василий Афанасьевич участвовал в Ленинградско-Новгородской операции, в результате которой была полностью снята блокада Ленинграда (с 15 февраля 1944 года в составе 67-й армии Ленинградского фронта).
18 апреля 1944 года из части Ленинградского фронта был образован 3-й Прибалтийский фронт, куда вошла и 18-я стрелковая дивизия. Старший лейтенант В. А. Полыгалов был переведён на должность командира 3-й стрелковой роты. До 10 июня 1944 года Василий Афанасьевич участвовал в позиционных боях вдоль немецкой линии обороны «Пантера».
В середине июня 1944 года дивизия, в которой служил старший лейтенант В. А. Полыгалов, была переброшена на Карельский фронт и вошла в состав 7-й армии. 21 июня 1944 года при прорыве сильно укреплённой обороны финских войск на подступах к реке Свирь в районе Подпорожья рота старшего лейтенанта Полыгалова сходу овладела двумя линиями вражеских траншей. Однако третью линию финской оборону взять никак не удавалось. Тогда Полыгалов обходным манёвром через болота неожиданно атаковал финские позиции с фланга, вызвав панику в стане противника. Вражеская линия обороны была прорвана, после чего подразделения 419-го стрелкового полка ворвались в посёлок Варбеги и на плечах отступающего противника сходу форсировали реку Свирь. В конце июля рота В. А. Полыгалова получила приказ перерезать стратегически важное шоссе Олонец-Петрозаводск. 26 июня старший лейтенант В. А. Полыгалов со своими бойцами скрытно вышел к дороге в районе деревни Коткозеро и внезапным ударом разгромил шедшую по ней вражескую колонну. Заняв оборону, рота в течение нескольких часов удерживала занимаемые рубежи до подхода главных сил дивизии, отразив восемь атак численно превосходящего противника. За отличие в ходе Свирско-Петрозаводской операции указом Президиума Верховного Совета СССР старшему лейтенанту Полыгалову Василию Афанасьевичу 21 июля 1944 года было присвоено звание Героя Советского Союза.
В сентябре 1944 года 18-я стрелковая дивизия в составе 7-й армии вышла к государственной границе СССР юго-западнее города Сортавала, после чего была выведена в резерв. В ноябре 1944 года Василий Афанасьевич был произведён в капитаны и получил направление на академические курсы при Академии Генерального штаба РККА. Однако вследствие резкого ухудшения здоровья учёбу закончить он не сумел. Василия Афанасьевича направили в Кунгур, где он принял под командование учебный батальон. Здесь Василий Афанасьевич и встретил день Победы. В ноябре 1945 года медицинская комиссия признала его негодным к строевой службе. Уволившись из армии, Василий Афанасьевич год работал заместителем управляющего трестом Пермьнефтестрой по персоналу в Краснокамске. В 1947 году после лечения в госпитале В. А. Полыгалов вернулся на военную службу и был направлен в город Троицк Челябинской области, где до 1949 года руководил 2-м отделом Троицкого районного военкомата. С 1949 по 1951 год В. А. Полыгалов занимал должность командира 602-го отдельного батальона в Уральском военном округе, который обеспечивал охрану перевозимых по железной дороге военных грузов. В 1951 году подполковник В. А. Полыгалов был назначен на должность начальника штаба расквартированного в городе Свердловске 144-го полка. С 1953 года Василий Афанасьевич служил комендантом закрытого города Лесной («Свердловск-45»), одновременно руководил дивизионной школой младших командиров. В 1965 году Василий Афанасьевич уволился в запас в звании полковника. Некоторое время жил в городе Краснодаре. Затем вернулся в Пермь. 7 марта 2007 года Василий Афанасьевич скончался. Похоронен в Перми.

## Награды и звания
- Герой Советского Союза (21.07.1944);
- орден Ленина (21.07.1944);
- орден Отечественной войны I степени (1985);
- орден Красной Звезды (16.05.1944);
- медали, в том числе:
  - медаль «За оборону Ленинграда».
- Почётный гражданин города Подпорожье Ленинградской области (1969)[7].

## Память
- Памятная стела в честь Героя Советского Союза В. А. Полыгалова установлена на мемориальном комплексе «Обелиск Победы» в городе Лесной Свердловской области.
- Памятный знак подвигу роты В. А. Полыгалова установлен на месте боя в деревне Коткозеро (Карелия, 315-й километр автодороги Санкт-Петербург — Мурманск).

## Документы
- Общедоступный электронный банк документов «Подвиг Народа в Великой Отечественной войне 1941—1945 гг.» Дата обращения: 1 августа 2012. Архивировано из оригинала 13 марта 2012 года.

Представление к званию Героя Советского Союза и указ ПВС СССР о присвоении звания. Дата обращения: 25 ноября 2015. Архивировано 1 октября 2012 года.
Орден Красной Звезды (наградной лист и приказ о награждении). Дата обращения: 1 августа 2012. Архивировано 1 октября 2012 года.